# Museum aan de Stroom

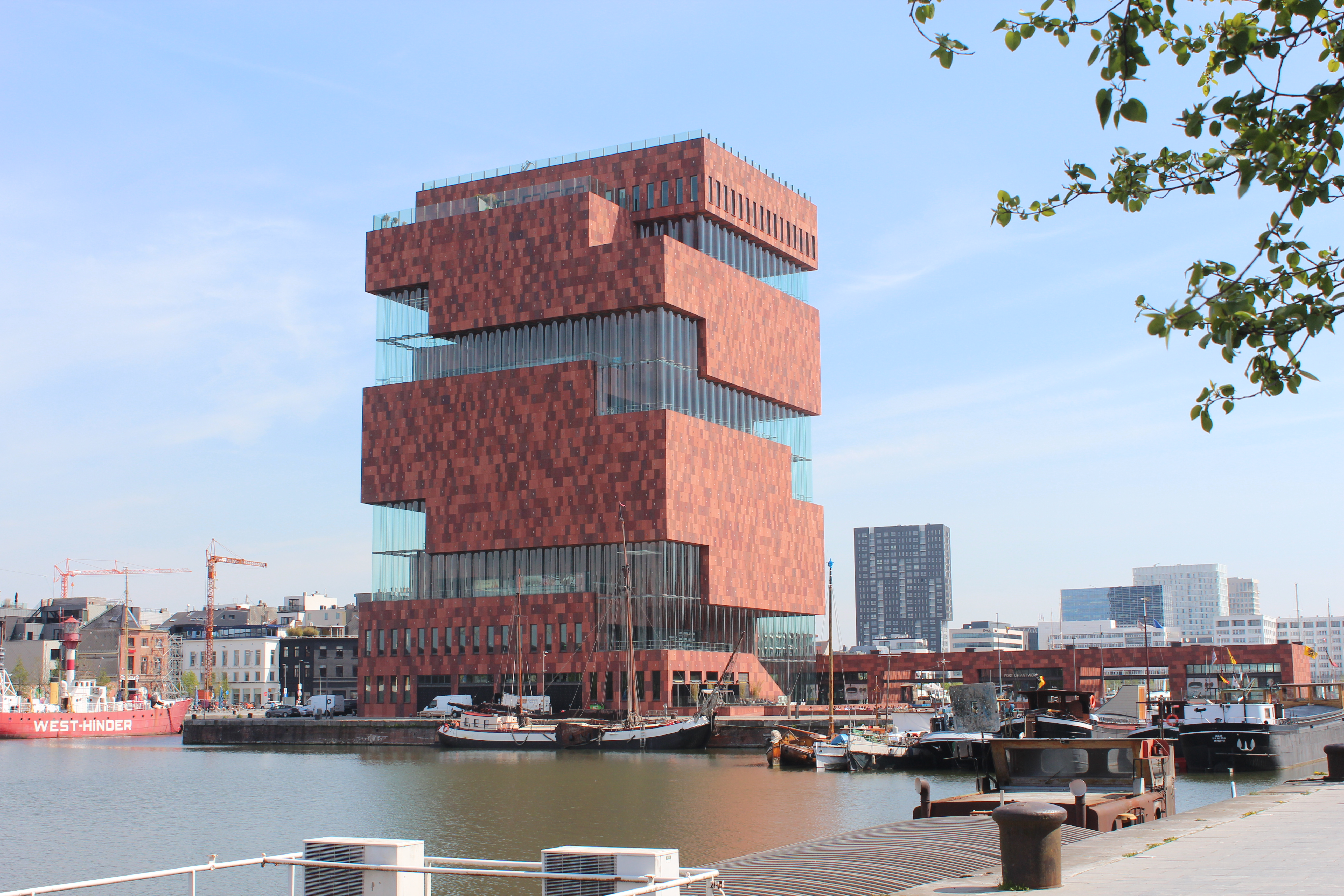
Das MAS (2016).

Das Museum aan de Stroom (deutsch: „Museum am Fluss“), kurz MAS, ist ein Museum in der an der Schelde gelegenen flämischen Hafenstadt Antwerpen, das im Mai 2011 eröffnet wurde. Im MAS sind unter anderem die Sammlungen des „Etnografisch Museum“, des „Nationaal Scheepvaartmuseum“, des „Volkskundemuseums“ sowie Teile der Sammlungen des „Museum Vleeshuis“ zusammengelegt worden. Insgesamt umfasst der Fundus der Sammlung mehr als 470.000 Objekte.

## Entstehung
Bereits 1998 entschloss sich die Stadt Antwerpen, ein neues Museumsgebäude  im ehemaligen Hafenviertel von Antwerpen, dem „Eilandje“ zu errichten, das sich thematisch der Stadt, dem Hafen von Antwerpen und der Schifffahrt widmen sollte. Im Jahre 1999 wurde ein internationaler Architekturwettbewerb ausgeschrieben. Unter den 55 Teilnehmern ging der Entwurf der Architekten Willem Jan Neutelings und Michiel Riedijk (Neutelings Riedijk Architects, Rotterdam) als Sieger hervor. Die Grundsteinlegung erfolgte 2006. Nach Abschluss der Bauarbeiten wurde das MAS am 17. Mai 2011 offiziell vom belgischen Königspaar eröffnet.

## Architektur

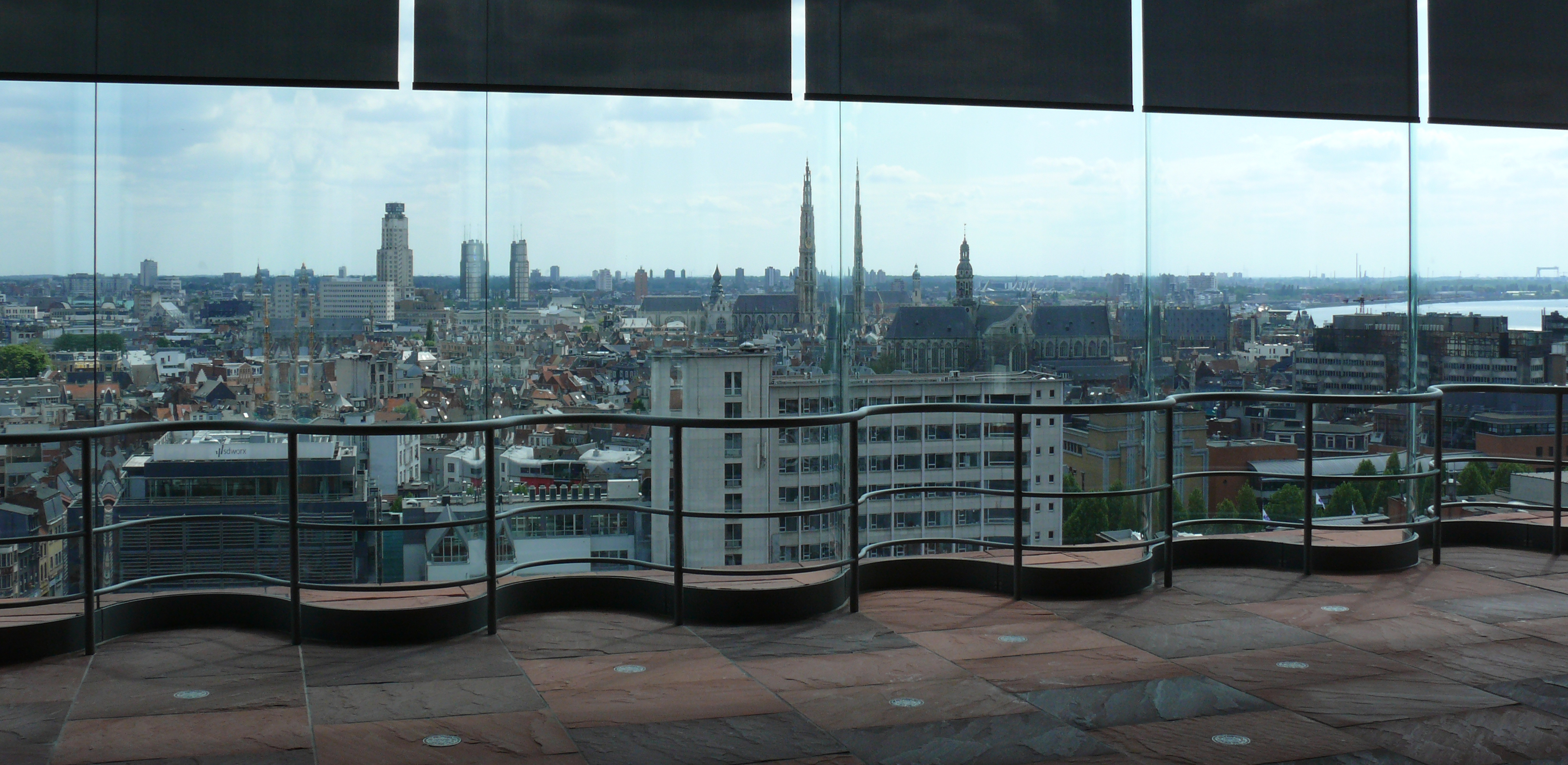
Blick vom MAS auf das Zentrum von Antwerpen.

Die Ausstellungsräume des 62 Meter hohen Museumsturms sind über zehn Etagen in Containern oder „Boxen“ gestapelt. Dabei ist jede Ebene um 90 Grad gedreht, so dass sich eine spiralförmige Anordnung ergibt. Die dazwischen liegenden Galerien mit gewellten Glasflächen erlauben wechselnde Ausblicke auf Stadt und Hafen. Die Fassade des Museums aus rötlichem indischem Sandstein ist mit 3000 Händen aus poliertem Aluminium verziert, eine Anspielung auf die Herkunft des Stadtnamens von Antwerpen.
Zwischenzeitlich traten Sprünge an den von der italienischen Firma Sun Glass produzierten gewellten Glasflächen auf. Mehrere Elemente mussten ausgetauscht werden und Spezialisten der Universität Gent bekamen den Auftrag, die Ursache des Problems zu untersuchen.